# Mecz lekkoatletyczny Belgia – Polska 1935
Mecz lekkoatletyczny Belgia – Polska 1935 – zawody lekkoatletyczne, które odbyły się 23 czerwca 1935 roku w Brukseli. 
Było to trzecie spotkanie pomiędzy tymi państwami. Mecz rozegrano między reprezentacjami mężczyzn. Polska pokonała Belgię 77:64.

## Rezultaty
| Konkurencja:               | 1. miejsce                                                              | Rezultat | 2. miejsce                                                                            | Rezultat | 3. miejsce              | Rezultat | 4. miejsce          | Rezultat |
| Bieg na 100 m              | Jan Tęsiorowski                                                         | 11,1     | E. Burg                                                                               | 11,2     | Dieudonne Guthy-Devrint | 11,3     | Jerzy Koźlicki      |          |
| Bieg na 200 m              | Klemens Biniakowski                                                     | 22,4     | E. Burg                                                                               | 22,5     | Robert Brouwer          | 22,8     | Wacław Kocoń        | 23,5     |
| Bieg na 400 m              | Jan Verhaert                                                            | 49,7     | Odon Dewincq                                                                          | 50,3     | Jerzy Koźlicki          | 51,1     | Tadeusz Śliwak      | 51,8     |
| Bieg na 800 m              | Kazimierz Kucharski                                                     | 1:56,5   | René Geraerts                                                                         | 1:58,0   | Fernand Witticant       | 2:03,0   | Kazimierz Kuźmicki  | 2:09,2   |
| Bieg na 1500 m             | Kazimierz Kucharski                                                     | 4:13,4   | Cyriel Devuyst                                                                        | 4:14,2   | Gérard Van Pebourgh     | 4:16,6   | Kazimierz Kuźmicki  |          |
| Bieg na 5000 m             | Oscar Van Rumst                                                         | 15:31,0  | Wacław Duplicki                                                                       | 15:48,6  | Kazimierz Fiałka        | 15:48,6  | Maurice Marechal    |          |
| Bieg na 110 m przez płotki | Emile Binet                                                             | 16,1     | Mieczysław Haspel                                                                     | 16,2     | Władysław Niemiec       | 16,2     | Jules Bosmans       |          |
| Bieg na 400 m przez płotki | Antoni Maszewski                                                        | 56,2     | Ignace Russ                                                                           | 57,0     | Władysław Niemiec       | 1:01,7   |                     |          |
| Sztafeta 400–300–200–100 m | Belgia · Jan Verhaert · Henry Louis · E. Burg · Dieudonne Guthy-Devrint | 1:59,5   | Polska · Kazimierz Kucharski · Klemens Biniakowski · Jan Tęsiorowski · Tadeusz Śliwak | 1:59,9   |                         |          |                     |          |
| Skok wzwyż                 | Jerzy Pławczyk                                                          | 1,75     | Wilhelm Chmiel                                                                        | 1,75     | Paul de Flotow          | 1,75     | A. Schiettecatte    | 1,60     |
| Skok w dal                 | Jerzy Pławczyk                                                          | 6,92     | Emile Binet                                                                           | 6,89     | Stefan Sikorski         | 6,76     | René De Vilder      | 6,65     |
| Pchnięcie kulą             | Zygmunt Heljasz                                                         | 14,58    | Zygmunt Siedlecki                                                                     | 14,26    | René Van den Voorde     | 13,40    | August Vos          | 13,22    |
| Rzut dyskiem               | Zygmunt Siedlecki                                                       | 42,73    | Zygmunt Heljasz                                                                       | 42,70    | August Vos              | 40,35    | René Van den Voorde | 36,09    |
| Rzut oszczepem             | Eugeniusz Lokajski                                                      | 63,17    | Walter Turczyk                                                                        | 59,78    | Gaston Etienne          | 55,38    | Jules Herremans     | 50,58    |